# Osilo
Osilo là một đô thị ở tỉnh Sassari trong vùng Sardinia, có khoảng cách khoảng 170 km về phía bắc của Cagliari và cách khoảng 10 km về phía đông của Sassari. Tại thời điểm ngày 31 tháng 12 năm 2004, đô thị này có dân số 3.451 người và diện tích là 98,3 km².
Đô thị Osilo có các frazioni (các đơn vị cấp dưới, chủ yếu là các làng) Santa Vittoria và San Lorenzo.
Osilo giáp các đô thị: Cargeghe, Codrongianos, Muros, Nulvi, Ploaghe, Sassari, Sennori, Tergu.